# Schausia triangularis
Schausia triangularis är en fjärilsart som beskrevs av Paul Mabille 1893. Schausia triangularis ingår i släktet Schausia och familjen nattflyn. Inga underarter finns listade.